# Like Blood Like Honey
Like Blood, Like Honey é o álbum de estréia da cantora e compositora Skylar Grey, credita na altura como Holly Brook. Foi lançado pela Warner Bros Records em 23 de maio de 2006. O álbum alcançou a posição número 35 na Billboard's Heatseekers Albums chart.

## Alinhamento de faixas
| N.º | Título                  | Compositor(es)                                | Duração |  |
| 1.  | "Giving It Up for You"  | Holly Brook, Jon Ingoldsby                    | 4:03    |  |
| 2.  | "Wanted"                | Holly Brook, Jon Ingoldsby                    | 3:56    |  |
| 3.  | "What I Wouldn't Give"  | Holly Brook, Jon Ingoldsby, Tiffany Hafermann | 5:15    |  |
| 4.  | "Like Blood Like Honey" | Holly Brook, Jon Ingoldsby                    | 3:34    |  |
| 5.  | "Again & Again"         | Holly Brook, Jon Ingoldsby                    | 4:18    |  |
| 6.  | "Curious"               | Holly Brook                                   | 4:15    |  |
| 7.  | "Saturdays"             | Holly Brook                                   | 3:02    |  |
| 8.  | "Heavy"                 | Holly Brook, Jon Ingoldsby                    | 4:24    |  |
| 9.  | "Still Love"            | Holly Brook                                   | 4:19    |  |
| 10. | "All Will Be Forgotten" | Holly Brook, Heather Holley                   | 4:15    |  |
| 11. | "Cellar Door"           | Holly Brook                                   | 5:28    |  |

| Edição deluxe |                         |                            |         |  |
| N.º           | Título                  | Compositor(es)             | Duração |  |
| 12.           | "Candy Maker"           | Holly Brook                | 4:49    |  |
| 13.           | "Blood, White and Blue" | Holly Brook                | 4:27    |  |
| 14.           | "Try Me"                | Holly Brook, Jon Ingoldsby | 3:15    |  |
| 15.           | "Cold, Outside"         | Holly Brook                | 4:00    |  |